# 文庙街道 (宁远县)
文庙街道是中华人民共和国湖南省永州市宁远县下辖的一个街道办事处。2015年，将宁远县文庙街道分设为文庙街道、东溪街道。

## 历史沿革
2015年1月6日，将冷水镇的十里铺村，仁和镇的草子塘村、周王家村、伞里洞村、华石盘村，禾亭镇的野鹿岗村、鸡公岭村共7个建制村划归到文庙街道。

## 行政区划
文庙街道下辖以下村级行政区划单位：
舂陵社区、文庙社区、西郊村、隔洞村、欧家村、肖家村、乐家村、鱼古弄村、竹子坝村、桐子山村、刘家村、背后山村、双板桥村、蛟龙塘村、李家寨村、棉花漯村、新车村、笋田洞村、范家村、株木山村、竹元福村、欧公养村、恩里村和山下洞村。
2015年1月6日调整后，下辖西郊村、隔洞村、鱼古弄村、桐子山村、竹子坝村、八里桥、恩里村、新车村、笋田洞村、范家村、双板桥村、欧公养村、山下洞村、竹元福村、蛟龙塘村、背后山村、李家寨村、棉花漯村、株木山村、东郊村、肖家村、欧家村、乐家村、石板塘村、逍遥岩村、五里庵村、朝斗坝村、跳墩石村、柳塘村、唐家山村、瓦窑头村、罗家村、黄龙头村、东塘村、周家村、昌田洞村、大路脚村、白面下村、城头寨村、草子塘村、周王家村、伞里洞村、华石盘村、野鹿岗村、鸡公岭村、十里铺村46个建制村，文庙、春陵、东溪3个居委会。